# Culicoides calexicanus
Culicoides calexicanus är en tvåvingeart som beskrevs av Wirth och Rowley 1971. Culicoides calexicanus ingår i släktet Culicoides och familjen svidknott. Inga underarter finns listade i Catalogue of Life.